# 쿨롱 장벽
쿨롱 장벽(Coulomb barrier)은 두 원자핵이 핵융합을 일으킬 정도로 가까워지기 위해 극복해야 할 정전기력을 의미하며, 물리학자 샤를 드 쿨롱의 이름을 따서 이름 지어졌다.

## 에너지 장벽
이 에너지 장벽은 정전기 위치 에너지에 의해 다음과 같이 주어진다.
{\displaystyle U_{coul}=k{{q_{1}\,q_{2}} \over r}={1 \over {4\pi \epsilon _{0}}}{{q_{1}\,q_{2}} \over r}}
여기서,
k는 쿨롱 상수이며, 8.9876×109 N m2 C−2;
ε0은 공간의 유전율;
q1, q2 은 두 입자의 전하량;
r은 두 입자의 거리이다.
양수 U 값은 척력을 의미하며, 두 입자는 가까워질수록 높은 에너지 준위를 가지게 된다는 것을 의미한다. 음수 U 값은 인력으로 인한 속박상태를 나타낸다.
쿨롱 장벽은 원자번호, 즉 원자핵의 양성자의 수와 함께 증가한다.
{\displaystyle U_{coul}={{k\,Z_{1}\,Z_{2}\,e^{2}} \over r}}
여기서 e는 기본 전하이며 1.602 176 53×10−19 C이며, Zi는 해당 원자번호이다.
쿨롱 장벽을 극복하고 핵융합이 일어나기 위해서는 강한 상호작용이 일어나서 두 원자핵을 서로 구속할 정도로 가까워져야 한다. 이를 위해서는 원자핵은 빠른 속도로 충돌해서, 운동 에너지가 쿨롱 장벽을 극복하여 할 정도로 높아야만 한다.
가스의 운동 이론에 따르면, 가스의 온도는 가스 내부 입자의 평균 속도의 측정치일 뿐이다. 일반적인 가스에서, 맥스웰-볼츠만 분포는 가스 온도에 대해 어떤 속도로 움직이는 입자의 분포를 제공하며, 쿨롱 장벽을 넘는데 충분한 속도를 지니는 입자 분포 역시 계산 가능하다.
실제로 쿨롱 장벽을 넘기위한 온도는 양자역학에서 게오르기 안토노비치 가모프가 제시한 양자 터널링 효과로 인해 계산된 온도보다 낮다. 터널링을 이용한 장벽 돌파 및 속도 분포에 대한 고찰로 인해 핵융합이 일어날 수 있는 조건의 좁은 범위가 밝혀졌으며, 이는 가모프 창이라고 한다.